# Tiron tropakis
Tiron tropakis är en kräftdjursart som beskrevs av J. L. Barnard 1972. Tiron tropakis ingår i släktet Tiron och familjen Synopiidae. Inga underarter finns listade i Catalogue of Life.